# Grupa rówieśnicza
Grupa rówieśnicza – typ grupy społecznej, to określona zbiorowość ludzi w tym samym lub bardzo zbliżonym wieku. Czynnikami wiążącymi w grupie rówieśniczej są oprócz wieku, przynależności do wspólnej struktury organizacyjnej, występowanie określonych kontaktów, brak istotnych różnic w poziomie wiedzy i rozwoju intelektualnym jej członków.
Grupy dzielimy według różnych kryteriów, z których najczęściej brane są pod uwagę wielkość i więzi emocjonalne. 
Charakteryzuje się tym, iż przynależność do niej jest dobrowolna, tworzona jest spontanicznie lub celowo. Istotna jest ze względu na proces socjalizacji jednostki. W grupach rówieśniczych kształtują się także subkultury.